# Libelo (Roma Antiga)
Libelo (em latim: libellus; plural libelli) era um documento dado a um cidadão romano certificando a realização de um sacrifício pagão atestando, portanto, sua lealdade às autoridades do Império Romano. Podia também significar atestados de indulgência, nos quais os confessores ou mártires intercediam em favor dos lapsis (Libella Pacis).

## História
"Quarenta e seis destes certificados foram publicados, todos datando do mesmo ano [250 dC].". Este ano, em particular, coincide com o período de perseguição sob o imperador Décio. Quatro libelos foram encontrados entre os milhares de papiros no sítio arqueológico de Oxirrinco, no Egito (POxy 658, POxy 1464, POxy 2990 e POxy 3929).
Em 253, o Concílio de Cartago (segundo concilio no mesmo ano), posiciona-se Contra Basilides, bispo de Lião e Marcial, bispo de Astorga, por serem atestadamente libeláticos
A posição do pontífice romano Eusébio, eleito durante a perseguição de imperador romano Décio (r. 249–251), era de brandura e misericórdia diante dos que abjuraram à fé cristão, destoando dos bispos do oriente e de parte do clero romano, chefiada por Heráclio.
O libelo, era obtido como uma forma de declaração [falsa], fosse por dinheiro ou amizade, onde se atestava que o portador ali nominado, havia oferecido sacrifícios aos deuses. Passada a crise de perseguições os apóstatas pediam o perdão e a readmissão, no que o pontífice romano era tolerante. Este entendimento teológico contrário entre os dois, Heráclio e Eusébio, desembocou em revanchismo e por fim em luta aberta entre duas facções tanto que o imperador Maxêncio a ambos exilou. A este posicionamente serve o arrogo histórico de Papa Dâmaso, na inscrição lapidal à tumba de Eusébio.

"Heraclius, vetuit lapsos peccata dolere. Eusebius miseros docuit sua crimina flere"
"Heráclio proibia aos lapsos se afligissem pelos próprios pecados", ou seja, que se arrependessem, e "Eusébio admoestava que eles podiam chorar as culpas", ou seja, "arrependerem-se".

Todo o entendimento vem de que participar de sacrifícios pagãos era um pecado para os cristãos e punido com a excomunhão, pois o Novo Testamento proibia-os de participar seja de "festas idolátricas" ou de comer "carne oferecida aos ídolos". Porém, não participar os tornava vulneráveis à prisão pelas autoridades romanas. Um mandado de prisão de um cristão (POxy 3035) também foi encontrado em Oxirrinco, este também sendo datado precisamente ao ano de 256. Os motivos desta prisão não foram documentados, porém, ele é anterior à perseguição sob o imperador Valeriano em um ano.
No período romano, o sacrifício era obrigatório e a pena para a falta era a morte. Teólogos cristãos (por exemplo, Cipriano de Cartago) debateram se a ameaça de morte mitigava o pecado de comunhão com ídolos, abrindo espaço para o perdão e restauração à comunidade cristã. Este debate não resolvido se tornou redundante quando Constantino I se converteu no início do século IV e o Cristianismo se tornou uma religio licita sob a lei romana.

## Etimologia
A palavra libellus é uma forma diminutiva latina da palavra ordinária liber, da qual deriva a palavra portuguesa livro. Literalmente, ela significa "pequeno livro". Às vezes, a palavra era usada para descrever o que chamaríamos de ensaio, trecho, panfleto ou petição.